# لکنت
لُکنَت یا تمندگی (به انگلیسی Stuttering) به اختلال در روانی گفتار و الگوی زمانی آن که سخن گفتن را دشوار می‌سازد گفته می‌شود. لکنت عمدتاً و به‌طور کلی جز در موارد استثنایی در دوران خردسالی آغاز شده و یک پدیده خاص دوران کودکی است و معمولاً از سنین ۲ تا ۴ سالگی شروع می‌شود. لکنت از مهم‌ترین و متداول‌ترین اختلالات تکلمی است. در سنین ۶ تا ۷ سالگی نیز که مصادف با زمان آغاز مدرسه است به لحاظ ویژگی‌های عاطفی و سازگاری اجتماعی خاص این دوره موقعیت مناسبی است برای بروز لکنت در میان کودکانی که بیشتر مستعد چنین اختلالی هستند. گاهی از موارد در دوران بلوغ نیز افرادی که قبلاً به نحوی لکنت داشته‌اند دچار لکنت زبان می‌شوند.
در واقع سن، شرایط و ویژگی‌های بلوغ نیز احتمالاً در تغییر شکل یا تشدید لکنت مؤثرند. لکنت زبان در میان پسران بیشتر از دختران است و در بررسی‌ها و تحقیقات مختلف نسبتی در حدود ۷۰ درصد برای پسران و ۳۰ درصد برای دختران ذکر گردیده است.
کندی زبان در جایی پیش می‌آید که دستگاه‌های تکلم انسان دچار پاره‌ای از تشنج‌ها است؛ از اینرو ادای کلمات ناگهان به مانع برخورد می‌کند و پیوسته مکثی در میان صحبت روی می‌دهد. به هنگام چنین رویدادی معمولاً انسان حرفی را که روی آن مکث ایجاد شده است، چندبار تکرار می‌کند.

## انواع تمندگی

### لکنت کلونیک یا حالت تکراری در بیان کلمه
در این نوع از لکنت زبان کودک یک سیلاب از کلمه‌ای را (که معمولاً اولین سیلاب کلمه را) با سرعت و تشنج تکرار می‌کند؛ مثلاً کلمه پدر را چنین بیان می‌کند: پ پ پ پدر.

### لکنت تونیک یا توقف در تلفظ
در این حالت در فعالیت عضلات تلفظی چند ثانیه توقف و سکون به وجود می‌آید و کودک دچار وقفه در تلفظ و ادای کلمه همراه با فشار، کوشش و حرکات خاصی است. کودک مبتلا به این لکنت برای ادای کلمه شدیداً به خودش فشار می‌آورد و پس از لحظاتی سکون به‌طور ناگهانی و با تشنج کلمه را ادا می‌کند.

## مراحل مختلف لکنت
کودکانی که دچار لکنت زبان هستند معمولاً و از بدو پیدایش لکنت تا مرحله نهایی مراحل مختلفی را به شرح زیر می‌گذراند.

### لکنتی که کودک پذیرفته است
کودک در این مرحله متوجه می‌شود که برخی از حروف و کلمات را به‌طور غیرطبیعی تکرار می‌کند. اما به نظر می‌رسد که نگران حالت گویایی خودش نیست. کودک از این که اختلال تکلمی دارد ناراحت نبوده و رنجی نمی‌برد و کوششی هم برای رفع آن نمی‌نماید. در این مرحله، لکنت کودک معمولاً همراه با اختلالات تنفسی یا علایم و عوارض بیماری نیست. نوع لکنت کودک در این مرحله بیشتر از لکنت تکراری است و به همین دلیل در این حالت برنامه‌های گفتار درمانی مؤثر است.

### لکنتی که کودک در برابر آن واکنش نشان می‌دهد (لکنت پس‌رانده)
بتدریج که کودک بزرگ شده و دامنه مکالمات وسیع تر می‌شود به واسطه رفتارهای خاص و فشارهایی معمولاً از سوی همسالان، والدین و معلمان متوجه کودک می‌شود، که کودک به‌طور قابل توجهی با تعجب و گاه همراه با دلسردی نسبت به چگونگی اختلالات گویایی خود عکس‌العمل نشان می‌دهد؛ مثلاً به محض اینکه برخی از اعضای فامیل و نزدیکان و اطرافیان کودک متوجه می‌شوند که او لکنت دارد، رفتارها و واکنش‌های مختلفی نشان می‌دهند. وی این واکنش‌ها را درک کرده و بالطبع عدم اطمینان و تنش عضلانی او بیشتر می‌شود.

### لکنت پیچیده و شدید
بتدریج که حرکات و رفتار ضمنی همراه با لکنت به صورت غیرارادی ظاهر می‌گردد، شدت لکنت افزایش می‌یابد. به نحوی که کودک نسبت به همه موفقیت‌ها و به همه کلمات و همه اصواتی که با عدم روانی و سلامت او در صحبت توأم می‌شوند، حساسیت و نگرانی پیدا می‌کند. در این شرایط لکنت خود، روز به روز پیچیده‌تر و شدیدتر می‌شود. به‌طوری‌که هر چقدر بیشتر نسبت به موفقیت‌ها، کلمات و جملات از خود نگرانی و ترس نشان می‌دهد، لکنت او بیشتر می‌شود و هر چقدر لکنت او بیشتر می‌شود نگرانی و ترس او از شرایط و موقعیتها و کلمات و اصوات افزایش می‌یابد.

## علل لکنت
دلایل بروز لکنت زبان در کودکان، تاکنون به‌طور دقیقی روشن نشده است. اما لکنت نمی‌تواند علت واحدی داشته باشد. بلکه همواره معلول علت بدنی، عاطفی، اجتماعی یا ترکیب این عوامل است. بسیاری از افرادی که لکنت زبان دارند دچار بعضی از ناراحتی‌های عصبی و ناسازگاری‌های اجتماعی هستند. اما تشخیص اینکه آیا این‌گونه ناراحتی‌های روانی علت لکنت زبان است یا لکنت خود حاصل حالات و فشارهای ناشی از اختلالات روانی است، بسیار مشکل است. در بعضی از مواقع لکنت زبان ممکن است حاصل نارسایی‌ها و اختلالات دستگاه عصبی باشد یا در مواردی نیز لکنت زبان از زمان کودکی در اثر بعضی ناهنجاری‌های خفیف فیزیولوژیکی پدید می‌آید.
- عوامل زیستی عوامل مادرزادی و ژنتیکی از جمله فاکتورهای تأثیرگذار در شروع لکنت می‌باشد. بابری، امبروس و کاکس در سال(۱۹۹۶) گزارش کردند که ۲۰تا ۷۴ درصد افراد دارای لکنت زبان حداقل یک خویشاوند که لکنت دارد داشته‌اند. دریک مطالعه دیگر گراهام وکانچر (۲۰۰۵) براساس گزارش والدین دریافتند که خانواده کودکان بیش دبستانی دارای لکنت به صورت معناداری با احتمال بیشتر حداقل یک عضو دیگر با سابقه لکنت در خانواده نسبت به کودکان طبیعی داشتند، (وبزوانس، ۲۰۱۰)در این بخش به بررسی نتایج مطالعات در زمینه عوامل زیستی مؤثر بر لکنت می‌پردازیم.
- عوامل وراثتی یک واقیعت شناخته شده در ارتباط با لکنت این است که اغلب در اقوام و فامیل وجود دارد. اخیراً، یک توافقی گسترده در بین محققین به وجود آمده که لکنت به ارث می‌رسد یا می‌تواند به ارث برسد. به عبارت دیگرخیلی از افراد دارای لکنت زبان، یک یا هردو والدشان درون ژن‌های خود عامل لکنت را دارند (گیوتر، ۲۰۱۳).
- عوامل بدو تولد تعدادی از مطالعات نشان داده‌اند که ممکن است رشد اختلال لکنت توسط مکانسیم‌های غیر از وراثت صورت بگیرد. به عبارت دیگر برخی از افراد ممکن است هیچ گونه عامل پیشگویی‌کننده لکنت را به ارث نبرده باشند، درعوض ممکن است یک ضربه بدنی یا سایکولوژیکی را تجربه کرده باشند که عامل بروز لکنت در آن‌ها باشد، این عوامل ممکن است حین یا نزدیک تولد باشد که عوامل مادرزادی نامیده می‌شوند.

### روش شبیه‌سازی ذهن
متأسفانه درمانی که تحت عنوان شبیه‌سازی ذهن مطرح شده هنوز هیچگونه شواهد علمی کارآمد و کاملی ندارد؛ لذا استفاده از این روش درمانی خلاف اصول پزشکی و اخلاق پزشکی بوده و تأثیری در درمان لکنت ندارد.
در این روش با متدهای روان‌شناختی با تمرین و تکنیک‌های ویژه اقدام به درمان لکنت زبان ذهنی با افزایش اعتماد به نفس، استرس و… می‌کنند که در نهایت اثربخش نیست. این روش مورد تأیید هیچ انجمن یا مرجع علمی نمی‌باشد و هیچ مقاله و سندی برای مؤثر بودن آن موجود نیست.

### روش‌های بر پایه اصلاح گفتار
برای روان حرف زدن نیاز به هماهنگی بالای اندامهای گویایی است. منظور از اندامهای گویایی حنجره، زبان، لب است. هر بار که ما کلمه ای را می‌گوییم حرکات هماهنگی بین این اندامها رخ می‌دهد.
تأکید این روشهای درمانی این بر این است که لکنت در ابتدا یک مشکل گفتاری است تا یک مشکل ذهنی و عصبی.
البته از عوارض دراز مدت این مشکل گفتاری، می‌تواند بروز مشکلات روانی نیز باشد. مشکلاتی مانند ترس از جمع، استرس بالا، فرار از موقعیت‌هایی که نیاز به صحبت کردن فرد است.
اساس این رویکردها این است که در کنار رفع این احساسات منفی توجه به مشکلات گفتاری باید در اولویت باشد.
بر این اساس رویکردهای مختلفی در سراسر جهان برای کاهش لکنت زبان توسط آسیب شناسان گفتار و زبان بوجود آمده است.
انتخاب رویکرد مناسب، براساس سن فرد دارای لکنت ، شدت لکنت ، شرایط روانی و… انجام می‌شود. در هر صورت انتخاب این رویکرد پس از جلسات ارزیابی توسط آسیب‌شناس گفتار و زبان (گفتاردرمانگر) انجام می‌شود.
همچنین به وی می‌آموزند چگونه به هنگام بند آمدن زبانش، تنفس خود را تنظیم کند. به هر حال، درمان لکنت زبان باید به‌وسیله متخصص گفتار درمانی انجام گیرد.

### روش دو جانبه یا مکمل
در این روش به بازپروری و پرورش جنبه‌های دوگانه فکری و زبانی اهمیت فراوان داده می‌شود. این روش بیشتر در مورد کودکان ۳ تا ۷ ساله استفاده می‌شود و معمولاً نتایج ثمر بخشی دارد. هدف این روش در واقع پرورش دوگانه‌ای از قدرت و صحت تفکر، قدرت و صحت بیان است. به عنوان مثال برای نیل به این منظور به کودک می‌آموزند که افکار خود را اصلاح و روشن دریابد، فقط افکار واضح و روشن خود را به زبان جاری نماید و کلمات و جملات را دقیق و رسا بازگو نماید.

### روش‌های روان درمانی
این روش‌ها به ویژه در مورد افرادی که دچار کشمکش‌های عاطفی و اختلالات روانی عصبی هستند بکار می‌رود. روش روان درمانی برای کودکان سنین پایین ثمر بخش نیست.

### روش دارو درمانی
برخی اعتقاد دارند که یکی از عوامل لکنت تنش‌ها و اضطراب و هیجانات عاطفی است؛ لذا داروهای آرام بخش می‌توانند تا حدودی کودک را از اضطراب و هیجانات عاطفی به دور داشته و در نتیجه لکنت زبان او را تقلیل دهند.

### رفتار درمانی
یکی دیگر از روش‌های متداول و نسبتاً جدید در اصلاح و بازپروری لکنت زبان روش تغییرات و اصلاحات رفتاری است. نظریه مدافعان این روش در این است که یکی از علل لکنت زبان کودک رفتارهای سازش نایافته یا ناهنجار اوست؛ لذا در این روش سعی بر اصلاح رفتارها و بالطبع تقلیل لکنت زبان کودک است.

### روش خود درمان گری
این روش که در واقع می‌تواند نوعی روش رفتار درمانی نیز تلقی شود، بر این اساس استوار است که فرد لکنتی با انگیزه قوی و ایجاد تغییرات لازم در زمینه بازخوردها و نگرشهایش نسبت به لکنت خود به برنامه‌ای منظم، مشخص و به‌طور جدی و مصمم تلاش کند که اختلال گویایی خود را اصلاح کند.